# Medionidus mcglameriae
Medionidus mcglameriae је шкољка из реда Unionoida и фамилије Unionidae. 

## Угроженост
Ова врста је наведена као изумрла, што значи да нису познати живи примерци.

## Распрострањење
Пре изумирања, САД.

## Станиште
Раније станиште врсте су била слатководна подручја (реке).